# Internews
Internews, ex Internews Network, è un'organizzazione internazionale senza scopo di lucro attiva nel settore dell'informazione e della libertà di stampa.
Disciplinata dall'articolo a 501(c)(3) del codice civile statunitense, è un'organizzazione paragovernativa presente in 70 Paesi, che dal 2011 ha dichiarato nel modulo fiscale 999 di essere finanziata al 100% da fondi pubblici federali.

## Storia
Internews fu fondata nel 1982 da David M. Hoffman, Kim Spencer ed Evelyn Messinger in California, dove al 2019 ha sede. Uno dei primi progetti dell'organizzazione fu una serie di ponti radio sperimentali, che collegavano gli Stati Uniti e l'Unione Sovietica via satellite, un programma di collaborazione scientifico-militare che fu oggetto della serie TV Capital to Capital in onda sull'emittente ABC, e premiata con un Emmy Award nel 1988.
Negli anni 2000, Internews raggiunse una crescente quota di fondi pubblici governativi.
Ad aprile del 2007, la polizia russa fece irruzione nella sede della Educated Media Foundation, una sezione di Internews che forma giornalisti e promuove media indipendenti, nell'ambito di un'indagine nei confronti del suo presidente Manana Aslamazyan, che fu accusata di aver movimentato un'eccessiva quantità di denaro contante dalla Francia in Russia.

Il 26 maggio 2008, la Corte costituzionale russa ha stabilì che le accuse contro Manana Aslamazyan erano illegittime e, a seguito della sentenza, il Ministero dell'Interno lasciò decadere le accuse e il mandato di arresto spiccato contro di lei.

## Finanziamento
Prima del 2011, l'80% delle entrate di Internews proveniva da fondi pubblici. Fra i suoi finanziatori storici, erano presenti: la Carnegie Corporation of New York, la Ford Foundation, la Bill and Melinda Gates Foundation, la GE Foundation, il Governo dei Paesi Bassi, il National Endowment for Democracy, la National Science Foundation, l'Open Society Institute, la David and Lucile Packard Foundation, la RealNetworks Foundation, la Rockefeller Financial Services, il Programma di Sviluppo delle Nazioni Unite, l'Agenzia USA per lo Sviluppo Internazionale e il Dipartimento di Stato U.S.A., fra gli altri.
Al 2009, l'agenzia statunitense per lo sviluppo internazionale e il Dipartimento di Stato degli Stati Uniti fornivano il 99,98% dei finanziamenti dell'agenzia Internews.

## Affiliazioni
Internews è uno dei membri fondatori di Internews International, un'associazione di 30 organizzazioni non governative attive nel settore dei media, la cui sede è a Parigi. 

Internews Europe è un'organizzazione indipendente per lo sviluppo dei media, con sede a Londra, nel Regno Unito, e si basa principalmente su finanziamenti  di provenienza europea.
All'inizio del 2015, Internews Network e Internews Europe hanno iniziato a integrarsi più strettamente e ad operare in cooperazione con consigli di amministrazione indipendenti.
Internews Pakistan è un'affiliazione presente in 40 paesi per promuovere l'apertura dei media in tutto il mondo.

## Internews Center for Innovation & Learning
L'Internews Centre for Innovation & Learning ha sede a Washington, DC e una rete globale di corrispondenti globali che raccoglie sul campo le notizie relative alle scoperte tecnologiche e all'innovazione nei media, alimentando una base di conoscenza condivisa.
In collaborazione con il World Bank Institute e il Brookings Institution, e il supporto della Bill & Melinda Gates Foundation, il progetto Media Map analizza e pubblica dati sulla correlazione fra l'accesso alle informazioni e i progressi in termini di democrazia e governance, crescita economica, riduzione della povertà, diritti umani, uguaglianza di genere e salute.
Il Centro Internews punta a diventare un partenariato aperto a tutti: settore tecnologico, istituti accademici e di ricerca, fondazioni e singoli individui.